# Márton Izsák
Márton Izsák (n. 12 aprilie 1913, Gălăuțaș, Harghita, România – d. 1 februarie 2004, Târgu Mureș, România) a fost un prolific sculptor evreu de naționalitate maghiară din Transilvania, personalitate și cetățean de onoare al orașului Târgu Mureș.

## Viața și opera
S-a născut în Gălăuțaș, fiind fiul lui Jakab Izsák (un funcționar guvernamental, soldat profesionist și eventual proprietar de magazin) și al Vilmei Friedman. După ce în Primul Război Mondial casa familiei sale din Gheorgheni a ars, familia a stat câțiva ani la Petelea înainte de a se stabili la Târgu Mureș.
După ce s-a mutat în oraș, câtva timp a învățat confecționarea mobilierului în atelierul lui Géza Rózsa, care a remarcat talentul lui Márton. La sugestia acestuia, tatăl lui Márton l-a înscris într-un program de artă și în următorii trei ani a învățat cum să sculpteze la Liceul Industrial din Târgu Mureș. Apoi a fost îndrumat de Rózsa ca după absolvirea liceului să-și continue studiile Colegiul de Arte Aplicate din Budapesta, pe care l-a absolvit (devreme pentru vârsta sa) în 1933. La colegiu i-a avut profesori pe sculptorii Imre Simay și Lajos Mátrai.
A obținut recunoaștere în urma lucrărilor prezentate în expoziții personale în 1936 și 1937. La sfârșitul anilor 1930 s-a întors acasă la Târgu Mureș, unde a rămas până la deportare la începutul celui de al Doilea Război Mondial, deportare survenită în ciuda medaliilor din Primul Război Mondial ale părinților săi, care ar fi trebuit să-i ofere o anumită protecție.
În timpul războiului și-a pierdut 25 de rude, inclusiv pe mama sa, în lagărele de concentrare. După întoarcerea în 1944 din lagărul de muncă a lucrat ca instructor și, apoi, ca director de artă la Liceul de Artă din Târgu Mureș între 1945–1974.
În perioada când a lucrat la școala de artă a produs numeroase lucrări, inclusiv unele în colaborare cu István Csorvássy. Monumentul său pentru deportați, ridicat în Dej în fața sinagogii ortodoxe locale este unul dintre cele mai vechi memoriale ale Holocaustului care au fost ridicate în Europa, monument care păstrează memoria a c. 7000 de evrei din ghetoul Dej, care apoi au fost deportați și uciși la Auschwitz-Birkenau. Multe dintre operele sale sunt încă expuse în mai multe orașe, în special în Târgu Mureș, cum ar fi Monumentul celor doi Bolyai din Piața Bolyai din Târgu Mureș.
Înlăturarea bruscă în 1962 a statuii sale care-l reprezenta pe Stalin, ridicată cu doar cinci ani mai devreme, în 1957, este menționată ca semnificând sfârșitul metaforic al dominației sovietice în România în perioada destalinizării.
În 2003 la Târgu Mureș a fost ridicat un memorial public al Holocaustului, bazat pe o lucrare și planuri produse inițial pentru Dej în 1947. Cu puțin înainte de moartea sa, a fost declarat Cetățean de onoare al orașului Târgu Mureș.

## Dispariția misterioasă a statuii lui Stalin în 1962
Conform legendelor locale, oficial statuia din Târgu Mureș nu a fost distrusă — pur și simplu a dispărut peste noapte, fără să se indice unde a fost dusă sau ce s-a făcut cu ea. Toate acestea s-au produs pe fondul unei schimbări politice semnificative, inclusiv începutul și sfârșitul Regiunii Autonome Maghiare, a destalinizării din România și distanțarea treptată a României de pactul de la Varșovia.
Evenimentul a intrat în folclor și până în prezent continuă să fie un subiect de conversație și sursa mai multor mituri urbane — de exemplu ideea populară că soclul a fost menit inițial să conțină o bibliotecă în baza sa (care este și un mit legat de statuia din București), sau că biblioteca a fost de fapt construită și încă există. Unii susțin că statuia este încă păstrată în interior.

## Distincții
- Ordinul Muncii clasa a III-a (9 iunie 1954) „pentru merite deosebite în domeniul artelor plastice”[13]
- Ordinul „Meritul Cultural” clasa a II-a (29 aprilie 1983) „pentru contribuția adusă la înfăptuirea politicii partidului și statului de făurire a societății socialiste multilateral dezvoltate în patria noastră și rezultatele deosebite obținute în întrecerea socialistă pentru îndeplinirea și depășirea planului național unic de dezvoltare economico-socială pe anul 1982”[14]

## Selecție de lucrări
Dintre lucrările sale fac parte:

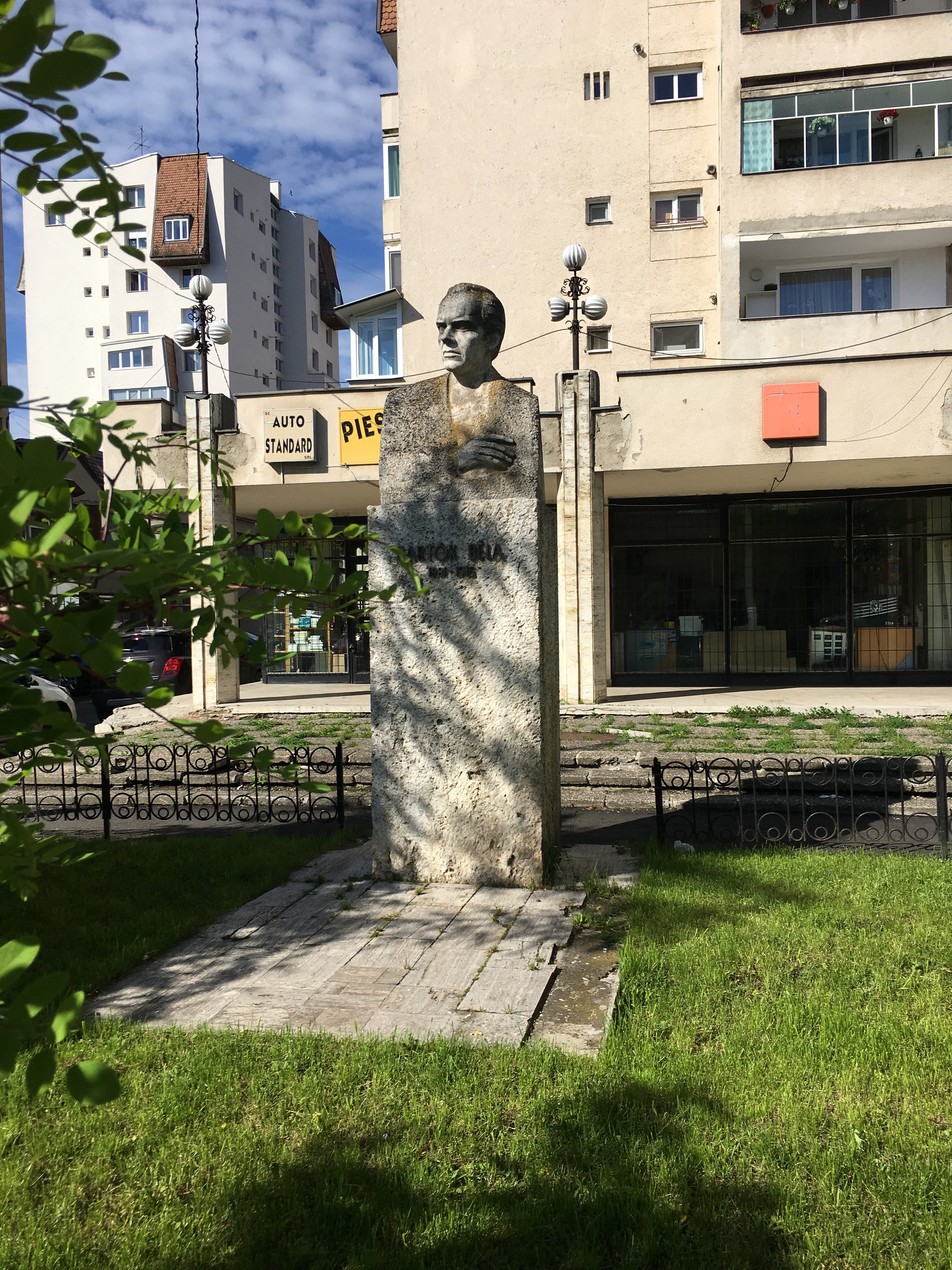
Bustul lui Béla Bartók

- Monumentul Evreilor Deportați (bronz, 1947, Dej)[3]
- Obiceiuri de nuntă (basorelief, 1951, Sfântu Gheorghe, pe fațada teatrului)
- Nicolae Bălcescu (bust, Sfântu Gheorghe)[15]
- István Szentgyörgyi (1953, Târgu Mureș, în fața Universității de Arte din Târgu Mureș)
- Stalin (1955, Târgu Mureș, împreună cu István Csorvássy; demolată în 1962)[8]
- Monumentul celor doi Bolyai (împreună cu István Csorvássy, în fața Liceului "Bolyai Farkas" din Târgu Mureș)
- Statuia Ostașului Necunoscut (împreună cu István Csorvássy, bronz, 1963–1964, Târgu Mureș, Piața Trandafirilor)[8]
- Poetul Ernő Salamon (20 februarie 1968, Gheorgheni, în fața Liceului Teoretic „Salamon Ernő”)[16]
- Mihai Eminescu (1969, 1989 Târgu Mureș)
- Andor Bernath (1974, Biserica Sfântul Ioan Botezătorul din Târgu Mureș)
- Béla Bartók ( bust, 1980, Târgu Mureș)
- George Enescu (1983, Târgu Mureș)
- Memorialul Holocaustului (2003, Târgu Mureș)[9][3]